# Западна Папуа
Западна Папуа е една от провинциите на Индонезия. Населението ѝ е 868 819 жители (по преброяване от май 2015 г.), а има площ от 97 024 кв. км. Намира се в часова зона UTC+9.
Религиозният ѝ състав през 2010 г. е: 53,77% протестанти, 38,4% мюсюлмани, 7,03% католици, 0,11% индуси и 0,08% будисти. Провинцията е разделена административно на 1 град и 10 регентства и е основана на 7 февруари 2007 г.